# Hans Lassen (Politiker)
Hans Lassen (* 11. Februar 1831 in Alsen; † 20. Januar 1896 ebenda) war ein  Landwirt aus Nordschleswig und ein Politiker der dänischen Minderheit im Deutschen Kaiserreich.

## Leben
Hans Lassen war der Sohn des Hofbesitzers Hans Lassen (1805–1880) und seiner Frau Anna Maria (1813–1841). Lassen war Hofbesitzer und Landwirt in Lysabbel im Kreis Sonderburg. Von 1867 bis 1889 gehörte er dem Provinziallandtag Schleswig-Holstein an. Er war Mitglied des Vorstandes der  Sprach- und Wählervereinigung  und beeinflusste die dänisch-nationale  Politik. Von 1876 bis 1878 und von 1879 bis 1896 war er Mitglied des Preußischen Abgeordnetenhauses.
In der 5. Wahlperiode des Deutschen Reichstags von 1881 bis 1884 war er Abgeordneter für den Reichstagswahlkreis Schleswig-Holstein 1 (Hadersleben, Sonderburg). Im Reichstag gehörte er keiner Fraktion an. Er vertrat im  Reichstag die Ansichten der dänischen Nordschleswiger, spielte aber in der Politik  keine  größere Rolle.